# Dirty Bailarina
Dirty Bailarina es el cuarto álbum de la cantante rapera española Mala Rodríguez. Es el disco más aclamado de toda su discografía, obteniendo buenas críticas y nominaciones a prestigiosos Premios Internacionales de Música[cita requerida].

## Publicación y reacciones
"Dirty Bailarina" recibió excelentes críticas en los medios y es uno de los álbumes más exitosos de la carrera de Mala Rodríguez consiguiendo 2 nominaciones Latin Grammy del 2010 en las categorías de Mejor Álbum Urbano y Mejor Canción Urbana por su primer sencillo "No pidas perdón".
El álbum en su mayor parte fue producido en Atlanta por Focus conocido rapero y productor de cantantes como Christina Aguilera, Jennifer López y Eminem. 

## Sencillos
Su primer sencillo fue "No Pidas Perdón", una canción pop-rap que fue Top 30 en toda España, publicado el 24 de mayo.
Su segundo sencillo se titula "Un Corazón", el video fue estrenado el 28 de septiembre a través de su cuenta VEVO en Youtube.

## Lista de canciones
1. "En La Línea" - 3:31
2. "Nene" - 4:04
3. "No Pidas Perdón" - 3:30
4. "Galaxias Cercanas" - 3:31
5. "Prima" - 4:10
6. "Interferencias" - 1:13
7. "Yo No Mato El Tiempo" - 2:56
8. "Ama" - 3:35
9. "Por Eso Mato" - 3:41
10. "Un Corazón" - 3:47
11. "Flores, Vitaminas Y Mucho Sexo" - 3:02
12. "Patito Feo" - 6:05
13. "Azules y Malvas" - 3:13

## Posiciones
| Posiciones (2010) | Posición más alta |
| ----------------- | ----------------- |
| España            | 11                |